# Diplospora tinagoensis
Diplospora tinagoensis är en måreväxtart som först beskrevs av Adolph Daniel Edward Elmer, och fick sitt nu gällande namn av Syed Javed Ali och Elmar Robbrecht. Diplospora tinagoensis ingår i släktet Diplospora och familjen måreväxter. Inga underarter finns listade i Catalogue of Life.